# Nut
Nut (sau Nuit) este, în mitologia egipteană, zeița cerului, a stelelor, a astronomiei și a mamelor. Este fiica lui Shu și a lui Tefnut, sora și soția lui Geb, mama lui Isis, Osiris, Seth și Nephthys. Grecii l-au considerat și pe Horus ca fiind fiul ei. Așa cum soarele reapare pe cer în fiecare zi, Nut a fost asociată cu renașterea. 
Se spune că Nut avea pielea precum cerul nopții plin de stele.

## Nume
Pronunția numelui egiptean antic este incertă, deoarece vocalele au fost mult timp omise din scrierea sa. Numele zeiței include adesea hieroglifa determinativă nepronunțată pentru "cer". Numele ei Nwt însemnând de asemenea "cer", este de obicei transcris ca Nut, dar apare uneori în surse mai vechi și ca Nunut, Nent și Nuit.
De asemenea, ea apare în arhivele hieroglifice printr-o serie de epitete, dintre care puține sunt descifrabile.

## Caracterizare

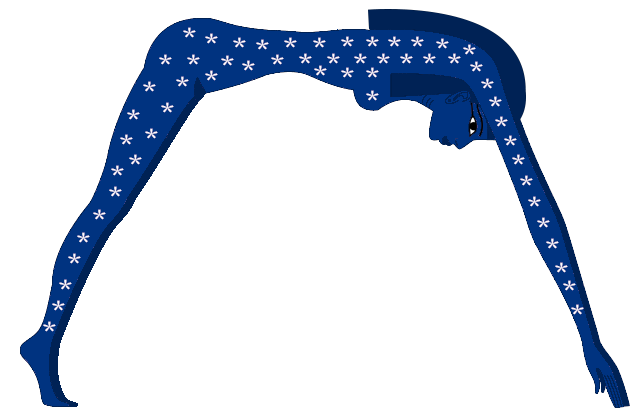
Nut ca cer înstelat al nopții. Ilustrație bazată pe reprezentările din temple și manuscrise, în care zeița îl acoperă pe Geb.

### Zeiță a cerului
Nut este fiica lui Shu și a lui Tefnut. Fratele și soțul ei este Geb. Ea a avut patru copii - Osiris, Seth, Isis și Nephthys - la care se adaugă Horus într-o versiune greco-egipteană a mitului. Este considerată una dintre cele mai vechi divinități din cadrul panteonului egiptean, originea ei regăsindu-se în povestea creației din Heliopolis. Inițial a fost zeița cerului nocturn, dar în cele din urmă a ajuns să fie numită pur și simplu zeița cerului. Podoaba de pe capul ei era hieroglifa unei părți din numele său, un vas, care simboliza și uterul. Reprezentată de cele mai multe ori nud, Nut era uneori văzută și sub forma unei vaci al cărei corp forma cerul, a unui sicomor sau a unei scroafe uriașe, care alăpta mulți purcei (reprezentând stelele).
Un simbol sacru al lui Nut era scara, folosită de Osiris pentru a intra în cerurile ei divine. Această scară-simbol se numea maqet și era plasată în morminte pentru a proteja defunctul și pentru a invoca ajutorul divinității. Nut și fratele ei, Geb, pot fi considerați enigme în lumea mitologiei. În contrast direct cu majoritatea celorlalte mitologii, care prezintă de obicei un tată ceresc împreunat cu o mamă Pământ, în mitologia egipteană, femeia personifica cerul, iar bărbatul, Pământul.
Nut apare în mitul creației din Heliopolis, care implică mai multe zeițe ce joacă roluri importante. Tefnut (Tefenet), personificarea umezelii, s-a împreunat cu Shu (Aerul) și apoi a dat naștere Cerului, zeița Nut. Aceasta s-a împerecheat cu fratele ei, Geb, Pământul. Din uniunea lor a rezultat, printre alții, cea mai populară dintre zeițele egiptene, Isis, mama lui Horus. Povestea acesteia este esențială pentru învierea soțului ei, Osiris. El este ucis de fratele său, Seth, și împrăștiat pe Pământ în 14 bucăți, pe care Isis le adună și le recompune.

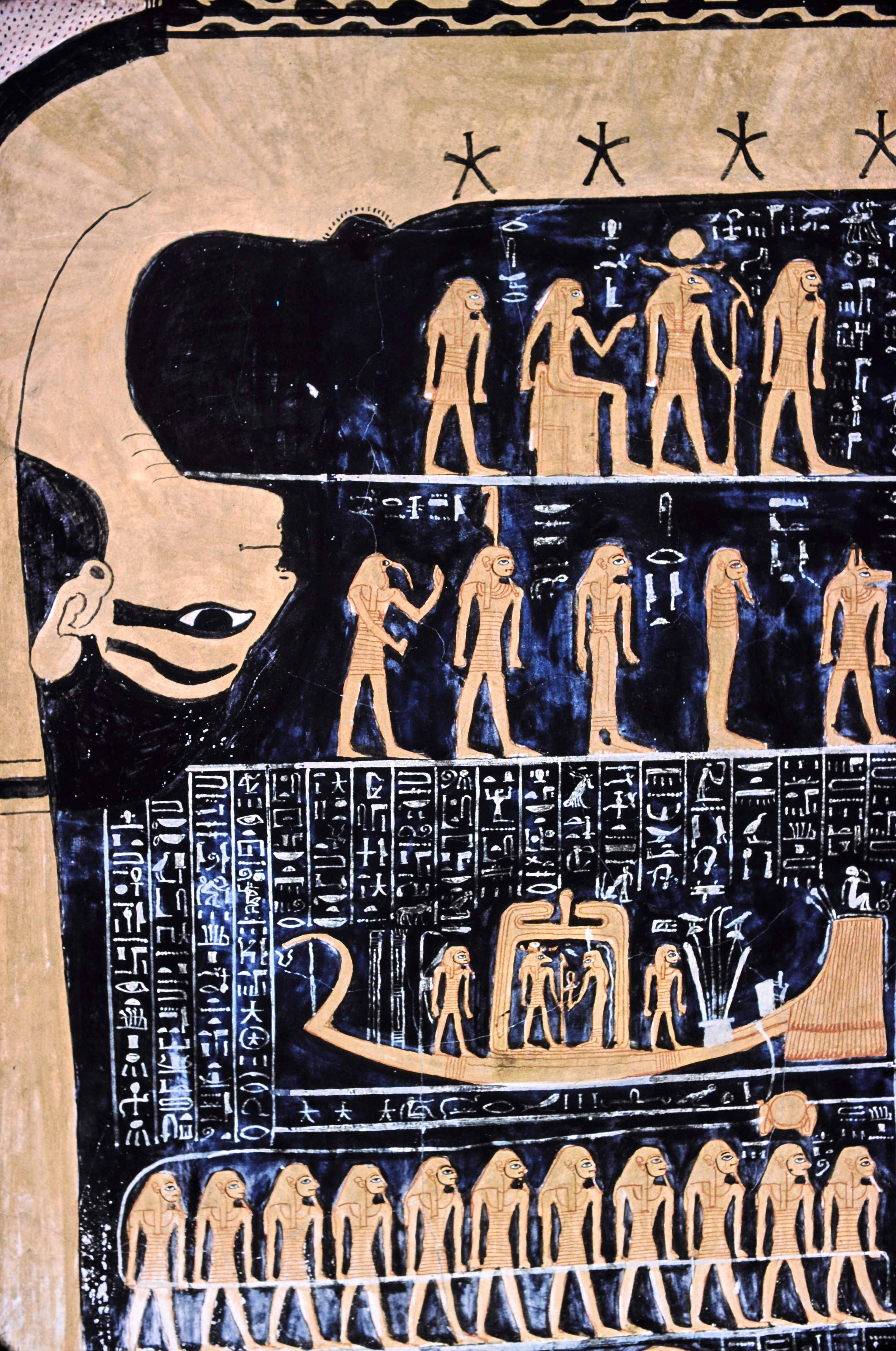
Nut, întinsă peste figuri umane ce reprezintă stele și constelații.
(Mormântul lui Ramses IV)

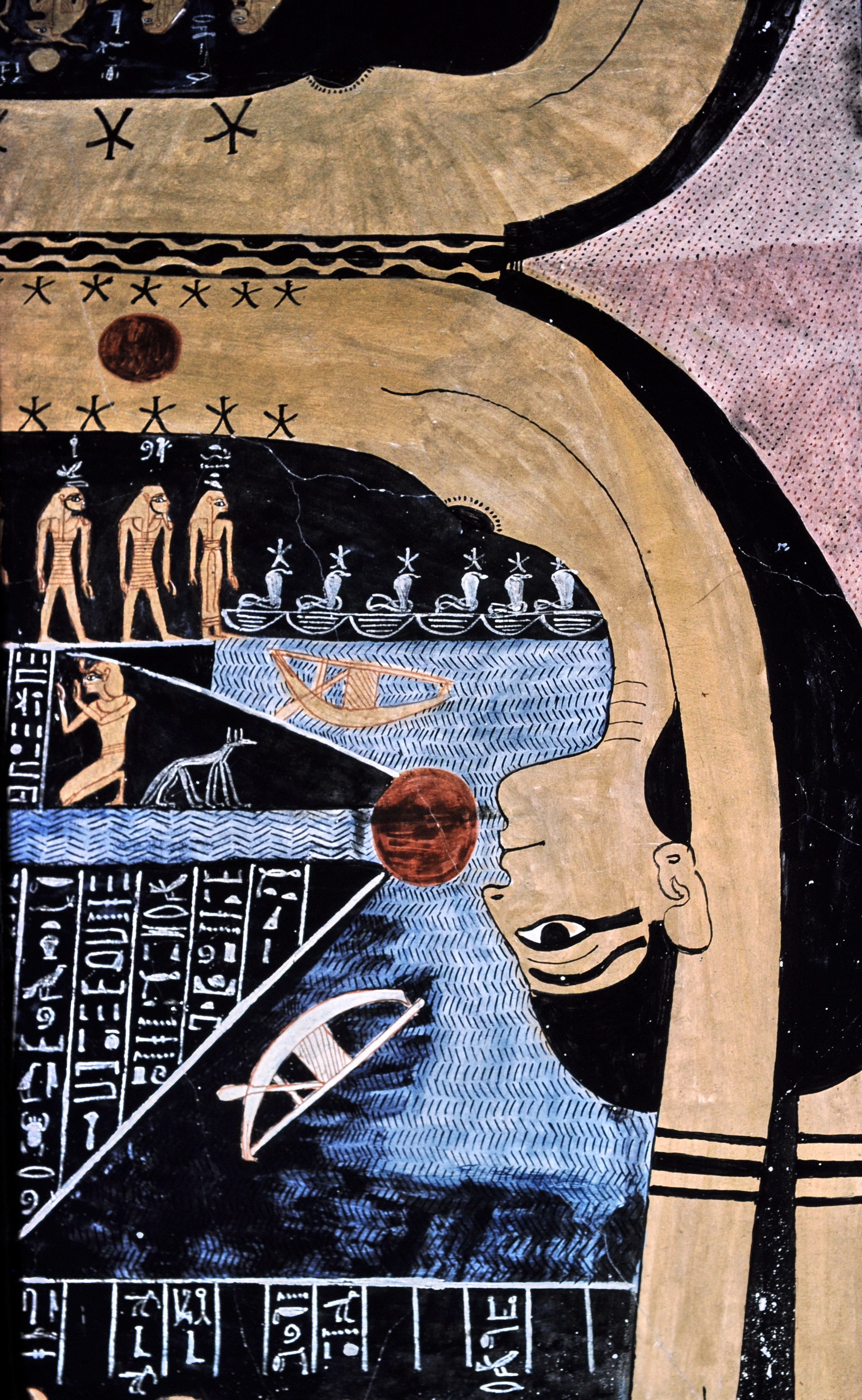
Nut înghite Soarele la apus și îi dă naștere la răsărit.

### Mitul lui Ra și al lui Nut
Ra, zeul Soarelui, a fost al doilea zeu care a condus lumea, conform domniei zeilor. El a decretat: "Nut nu va naște în nicio zi a anului". La acea vreme, anul avea doar 360 de zile. Nut a vorbit cu Thot, zeul înțelepciunii, iar acesta pus la cale un plan. Nut a pariat cu Khonsu, zeul Lunii, a cărui lumină rivaliza cu cea a lui Ra. De fiecare dată când Khonsu pierdea, trebuia să îi dea lui Nut o parte din lumina lunii sale. Khonsu a pierdut de atâtea ori încât Nut avea suficientă lumină lunară pentru a face cinci zile în plus. Deoarece aceste zile nu făceau parte din an, Nut a putut avea copii. Ea a făcut cinci copii: Osiris, mai târziu conducătorul zeilor și zeul morților; Horus cel Bătrân, zeul războiului; Seth, zeul răului și al deșertului; Isis, zeița magiei; și Nephthys, zeița apei. Când Ra a aflat, a fost furios. A despărțit-o pe Nut de soțul ei, Geb, pentru eternitate.

## Roluri
Nut era zeița cerului și a tuturor corpurilor cerești, un simbol al protejării morților atunci când aceștia intrau în viața de apoi. Potrivit egiptenilor, în timpul zilei, corpurile cerești - cum ar fi Soarele și Luna - își croiau drum pe corpul ei. Apoi, la asfințit, acestea ar fi fost înghițite, ar fi trecut prin pântecul ei în timpul nopții și ar fi fost renăscute dimineața.
Nut era, de asemenea, bariera care separa forțele haosului de cosmosul ordonat. Se credea că degetele ei de la mâini și de la picioare atingeau cele patru puncte cardinale: nord, sud, est și vest.
Datorită rolului ei în salvarea lui Osiris, Nut era văzută ca o prietenă și protectoare a morților, care apelau la ea așa cum un copil apelează la mama sa. Nut era adesea pictată pe capacul interior al sarcofagului, protejând persoana decedată. Bolțile mormintelor erau adesea pictate în albastru închis cu multe stele, ca o reprezentare a lui Nut.

### Cartea lui Nut
Cartea lui Nut este un titlu modern a ceea ce în antichitate era cunoscut sub numele de Fundamentele traseului stelelor. Aceasta este o colecție importantă de texte astronomice egiptene antice, poate cea mai veche dintre alte câteva astfel de texte, care datează cel puțin din anul 2.000 î.Hr.. Nut, fiind zeița cerului, joacă un rol important în Cartea lui Nut. Textul vorbește, de asemenea, despre diverse alte zeități ale cerului și Pământului, cum ar fi zeitățile stelelor.

## Genealogia lui Nut
|      |      |      |      |       |       |       |       |        |        |        |        |        |        |  |  | Ra zeul suprem |          |          |          |          |          |  |  |      |      |      |      |      |      |  |  |
|      |      |      |      |       |       |       |       |        |        |        |        |        |        |  |  |                |          |          |          |          |          |  |  |      |      |      |      |      |      |  |  |
|      |      |      |      |       |       |       |       |        |        |        |        |        |        |  |  |                |          |          |          |          |          |  |  |      |      |      |      |      |      |  |  |
|      |      |      |      |       |       |       |       | Tefnut | Tefnut | Tefnut | Tefnut | Tefnut | Tefnut |  |  |                |          |          |          |          |          |  |  | Shu  | Shu  | Shu  | Shu  | Shu  | Shu  |  |  |
|      |      |      |      |       |       |       |       | Tefnut | Tefnut | Tefnut | Tefnut | Tefnut | Tefnut |  |  |                |          |          |          |          |          |  |  | Shu  | Shu  | Shu  | Shu  | Shu  | Shu  |  |  |
|      |      |      |      |       |       |       |       |        |        |        |        |        |        |  |  |                |          |          |          |          |          |  |  |      |      |      |      |      |      |  |  |
|      |      |      |      |       |       |       |       |        |        |        |        |        |        |  |  |                |          |          |          |          |          |  |  |      |      |      |      |      |      |  |  |
|      |      |      |      |       |       |       |       | Geb    | Geb    | Geb    | Geb    | Geb    | Geb    |  |  |                |          |          |          |          |          |  |  | Nut  | Nut  | Nut  | Nut  | Nut  | Nut  |  |  |
|      |      |      |      |       |       |       |       | Geb    | Geb    | Geb    | Geb    | Geb    | Geb    |  |  |                |          |          |          |          |          |  |  | Nut  | Nut  | Nut  | Nut  | Nut  | Nut  |  |  |
|      |      |      |      |       |       |       |       |        |        |        |        |        |        |  |  |                |          |          |          |          |          |  |  |      |      |      |      |      |      |  |  |
|      |      |      |      |       |       |       |       |        |        |        |        |        |        |  |  |                |          |          |          |          |          |  |  |      |      |      |      |      |      |  |  |
| Isis | Isis | Isis | Isis | Isis  | Isis  |       |       | Osiris | Osiris | Osiris | Osiris | Osiris | Osiris |  |  | Nephthys       | Nephthys | Nephthys | Nephthys | Nephthys | Nephthys |  |  | Seth | Seth | Seth | Seth | Seth | Seth |  |  |
| Isis | Isis | Isis | Isis | Isis  | Isis  |       |       | Osiris | Osiris | Osiris | Osiris | Osiris | Osiris |  |  | Nephthys       | Nephthys | Nephthys | Nephthys | Nephthys | Nephthys |  |  | Seth | Seth | Seth | Seth | Seth | Seth |  |  |
|      |      |      |      |       |       |       |       |        |        |        |        |        |        |  |  |                |          |          |          |          |          |  |  |      |      |      |      |      |      |  |  |
|      |      |      |      | Horus | Horus | Horus | Horus | Horus  | Horus  |        |        |        |        |  |  | Hathor         | Hathor   | Hathor   | Hathor   | Hathor   | Hathor   |  |  |      |      |      |      |      |      |  |  |
|      |      |      |      | Horus | Horus | Horus | Horus | Horus  | Horus  |        |        |        |        |  |  | Hathor         | Hathor   | Hathor   | Hathor   | Hathor   | Hathor   |  |  |      |      |      |      |      |      |  |  |